# Doxocopa
Doxocopa is een geslacht van vlinders uit de familie Nymphalidae.

## Soorten
- D. agathina (Cramer, 1777)
- D. andicola (Herrich-Schäffer, 1865)
- D. angelina (Felder, 1866)
- D. burmeisteri (Godman & Salvin, [1884])
- D. callianira (Ménétriés, 1855)
- D. clothilda (Felder, 1867)
- D. cyane (Latreille, 1833)
- D. cherubina (Felder, 1866)
- D. elis (Felder, 1861)
- D. excelsa (Gillot, 1927)
- D. felderi (Godman & Salvin, 1884)
- D. kallina (Staudinger, 1886)
- D. laure (Drury, 1773)
- D. laurentia (Godart, 1823)
- D. laurona (Schaus, 1902)
- D. lavinia (Butler, 1866)
- D. linda (Felder, 1862)
- D. mentas (Boisduval, 1870)
- D. moritziana (Felder, 1866)
- D. pavon (Latreille, [1809])
- D. pavonii (Latreille, 1805)
- D. plesaurina (Butler & Druce, 1872)
- D. selina (Bates, 1865)
- D. seraphina (Hübner, [1825])
- D. sultana (Foetterle, 1902)
- D. thoe (Godart, 1824)
- D. vacana (Oberthür, 1914)
- D. wilmattae (Cockerell, 1907)
- D. zalmunna (Butler, 1869)
- D. zunilda (Godart, 1824)